# Lin Chi-ling
Dans ce nom chinois, le nom de famille, Lin, précède le nom personnel.
Pour les articles homonymes, voir Lin.
 (septembre 2021).
La mise en forme du texte ne suit pas les recommandations de Wikipédia : il faut le « wikifier ».
Les points d'amélioration suivants sont les cas les plus fréquents. Le détail des points à revoir est peut-être précisé sur la page de discussion.
- Les titres sont pré-formatés par le logiciel. Ils ne sont ni en capitales, ni en gras.
- Le texte ne doit pas être écrit en capitales (les noms de famille non plus), ni en gras, ni en italique, ni en « petit »…
- Le gras n'est utilisé que pour surligner le titre de l'article dans l'introduction, une seule fois.
- L'italique est rarement utilisé : mots en langue étrangère, titres d'œuvres, noms de bateaux, etc.
- Les citations ne sont pas en italique mais en corps de texte normal. Elles sont entourées par des guillemets français : « et ».
- Les listes à puces sont à éviter, des paragraphes rédigés étant largement préférés. Les tableaux sont à réserver à la présentation de données structurées (résultats, etc.).
- Les appels de note de bas de page (petits chiffres en exposant, introduits par l'outil «  Source ») sont à placer entre la fin de phrase et le point final[comme ça].
- Les liens internes (vers d'autres articles de Wikipédia) sont à choisir avec parcimonie. Créez des liens vers des articles approfondissant le sujet. Les termes génériques sans rapport avec le sujet sont à éviter, ainsi que les répétitions de liens vers un même terme.
- Les liens externes sont à placer uniquement dans une section « Liens externes », à la fin de l'article. Ces liens sont à choisir avec parcimonie suivant les règles définies. Si un lien sert de source à l'article, son insertion dans le texte est à faire par les notes de bas de page.
- La présentation des références doit suivre les conventions bibliographiques. Il est recommandé d'utiliser les modèles {{Ouvrage}}, {{Chapitre}}, {{Article}}, {{Lien web}} et/ou {{Bibliographie}}. Le mode d'édition visuel peut mettre en forme automatiquement les références.
- Insérer une infobox (cadre d'informations à droite) n'est pas obligatoire pour parachever la mise en page.

Pour une aide détaillée, merci de consulter Aide:Wikification.
Si vous pensez que ces points ont été résolus, vous pouvez retirer ce bandeau et améliorer la mise en forme d'un autre article.
Lin Chi-ling (chinois :林志玲) née le 19 novembre 1974 à Taipei, est une mannequin et actrice taïwanaise. Elle est diplômée en histoire de l'art et économie de l'université de Toronto. Connue pour sa gentillesse et sa beauté, Lin a été reconnue comme le « premier visage de Taïwan » par les médias taïwanais et elle est depuis 2006 l'égérie de China Airlines et Longines. L'ascension fulgurante de Lin a mené les commentateurs taïwanais et les analystes a formuler la phrase "Le phénomène Lin Chi-ling".

## Biographie

### Débuts
Le père de Lin, Lin Fan-nan (chinois : 林繁男), et sa mère, Wu Tzu-mei (chinois traditionnel : 吳慈美), sont tous les deux originaires de Tainan, dans le sud de Taïwan. Après leur mariage, ils se déplacent à Taipei où elle et son frère aîné Lin Chi-hong (chinois traditionnel : 林志鴻) sont nés. Lin est allée à l'école Taipei Municipal Zhongzheng Junior High School puis à l'âge de 15 ans, elle est découverte par le chercheur de talents Lin Chien-huan (chinois : 林健寰). Plus tard, elle continue sa scolarité à l'école Bishop Strachan à Toronto au Canada, puis à l'université de Toronto jusqu'en 1997 où elle finit son bachelor's degree, avec une double majeure en histoire de l'art occidental et en économie.
Après être diplômée de l'université, Lin retourne à Taïwan. Elle veut poursuivre une carrière dans les beaux-arts et cherche un poste au Musée des Beaux-Arts de Taipei, mais elle est refusée car elle n'a pas de postgraduate degree dans ce domaine. Lin continue de faire du mannequinat occasionnellement avant de quitter ce domaine pour aller travailler en tant qu'assistante administrative pour la fondation Fubon Cultural and Educational Foundation. En 2000, Lin quitte Fubon et passe trois mois au Japon pour étudier avant de retourner à Taïwan et recommencer le mannequinat avec l'agence de production Catwalk.

### "Le phénomène Lin Chi-ling"

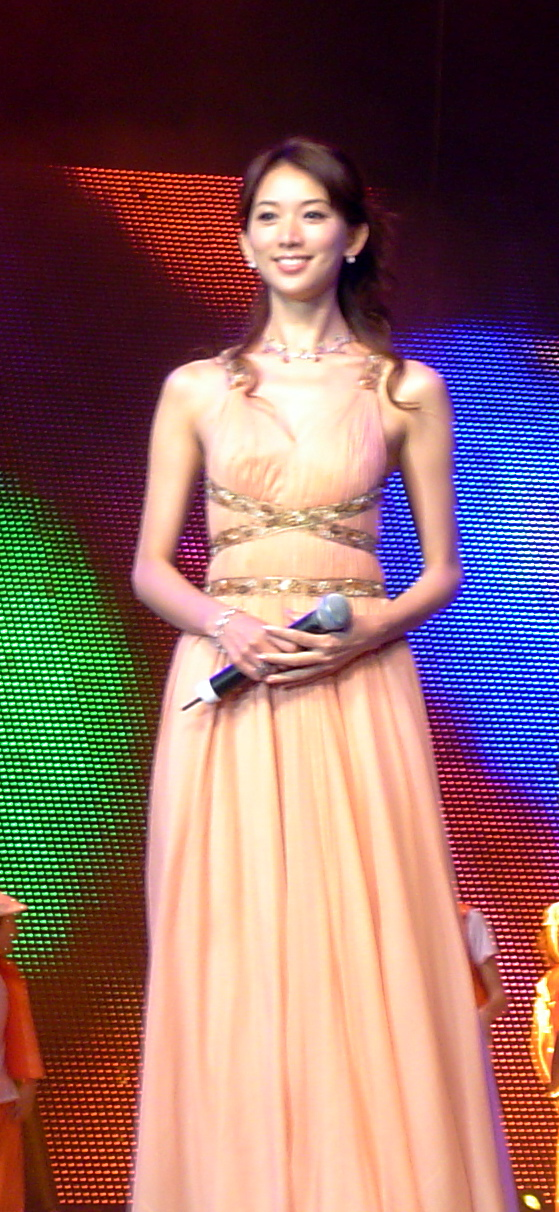
Au Festival Chinois (上海电视节) en 2006

En 2002, Lin a été invitée pour être mannequin dans un spot télévisé à Hong Kong. La publicité a été remarquée jusqu'à ce qu'on en parle sur internet et l’intérêt pour Lin a commencé à grandir. L'année suivante, le producteur reconnu Ge Hongfu offre à Lin un poste de présentatrice dans émission de mode sur Shanghai Oriental Television. En 2004, Lin s'affiche dans série de publicités à Taïwan comme des posters géants sur des bâtiments, des panneaux publicitaires et des publicités télévisées. D'un coup, Lin est propulsée à la célébrité nationale. Sa montée a initié un engouement taïwanais pour les top-models et les commentateurs ont appelé cet effet "Le phénomène Lin Chi-ling" (chinois traditionnel : 林志玲現象 ; pinyin : Lín Zhìlínɡ xiànxiànɡ).
La popularité de Lin grandit dans la fin d'année 2004 avec ses publicités à Hong Kong et en Chine et elle continue le mannequinat au Japon en 2005. De 2004 à 2006, Lin a été l'ambassadrice de l'association de tourisme japonais. Un des résultats inattendus du phénomène Lin Chi-ling est dû à sa popularité. En effet, quelques actrices japonaises pornographiques ressemblant à Lin Chi-ling sont devenues plus connues et populaires parmi les fans chinois plutôt que les fans japonais. Elles ont reçu des surnoms donnés par leur fans chinois et ceux-ci sont associés à Lin Chi-ling,, comme dans le cas de Yui Hatano (波多野結衣/はたの ゆい) qui est souvent appelée par ses fans chinois AV Lin Chi-ling, et Nozomi Aso (麻生希/あそう のぞみ), qui est fréquemment appelée petite AV Lin Chi-ling. Le 8 août 2005, Lin est en Chine, à Dalian pour le tournage d'une publicité pour les produits de maison Procter & Gamble quand elle tombe du cheval qu'elle montait. L'équipe de tournage a rapidement accompagné Lin à l'hôpital et les docteurs on découvert qu'elle souffrait de six côtes cassées, le poumon gauche perforé et une accumulation de sang dans la cavité pleurale. Lin entreprend ensuite un traitement de 4 mois et elle annonce en novembre 2005 qu'elle a complètement récupéré.

### Télévision
Lin a eu de nombreux rôles à la télévision en tant que mannequin et elle a présenté les émissions TVBS-G LA Mode News, TVBS-G Fashion Track, les Golden Melody Awards et les Top Chinese Music Chart Awards en 2005. Lin apparaît parmi les trois actrices principales du drama japonais Tsuki no Koibito diffusé sur Fuji TV en 2010. Le rôle masculin principal est joué par l'acteur populaire Takuya Kimura.

### Cinéma
Lin a commencé sa carrière cinématographique dans le film historique Les Trois Royaumes de John Woo dans le rôle de Qiao Xiao. En 2009, elle joue avec Jay Chou dans le film d'action-aventure The Treasure Hunter.

## Revenus
Les médias taïwanais ont placé Lin en no 1 mannequin des "Célébrités les plus riches (de Taïwan)" en 2007, avec des revenus estimés à 60 000 000 TWD (~1 500 000 €), dans laquelle Jay Chou apparaît en no 1 des chanteurs masculins avec plus de 100 000 000 TWD (plus de 2 500 000 €) et Jolin Tsai en no 1 des chanteuses avec environ 100 000 000 TWD. La presse de Hong Kong rapporte qu'elle est en 2009 le top-model le plus payé de la Grande Chine, suivie par la chinoise Du Juan (no 2), la hongkongaise Gaile Lok (no 3) et Lynn Hung (no 4).
Elle est continuellement classée no 1 des « Mannequins gagnant le plus » de Taïwan depuis 2004. Ses revenus sont estimés à 160 000 000 TWD (~4 100 000 €) en 2010, qui consistait de publicités et de différentes émissions de télévision au Japon et à 200 000 000 TWD (~5 100 000 €). La même année, elle fonde une œuvre de bienfaisance (財団法人台北市志玲姐姐慈善基金会) qui supporte la protection de l'enfance.

## Filmographie

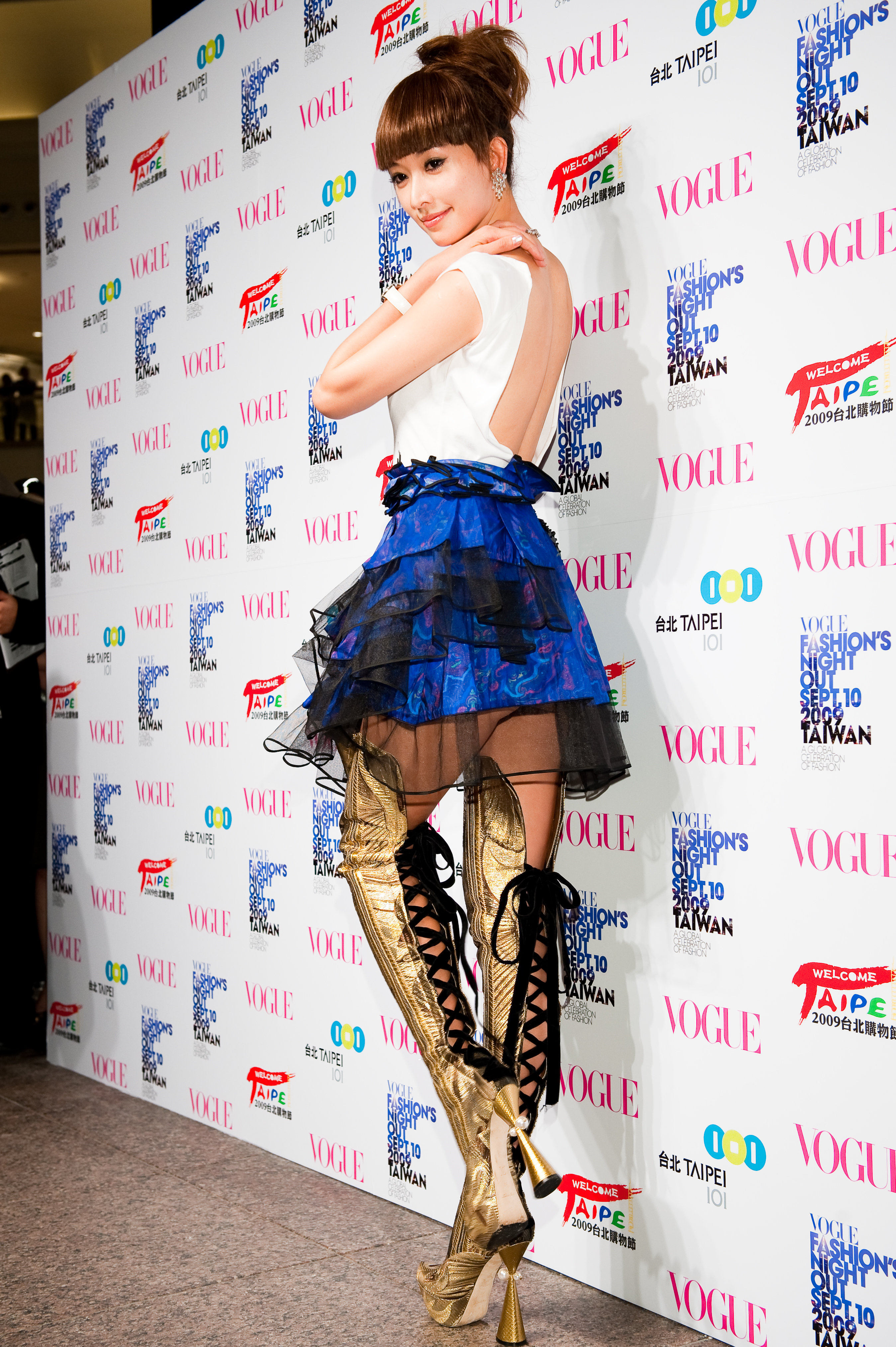
Lin Chi-ling à la Vogue Fashion's Night Out, le 10 septembre 2009, Taïwan

| Année | Titre                        | Titre original | Rôle                  | Notes                                                                         |
| ----- | ---------------------------- | -------------- | --------------------- | ----------------------------------------------------------------------------- |
| 2008  | Les Trois royaumes: Partie 1 | 赤壁           | Xiao Qiao             |                                                                               |
| 2009  | Les Trois royaumes: Partie 2 | 赤壁           | Xiao Qiao             | Les deux parties ont aussi été diffusées dans un seul film de 2 h 30 en 2009. |
| 2009  | Malan Hua                    | 馬蘭花         | Da Lan                | Doublage                                                                      |
| 2009  | The Treasure Hunter          | 刺陵           | Lan Ting              |                                                                               |
| 2010  | Tsuki no Koibito             | 月の恋人       | Liu Xiu Mei           | Drama                                                                         |
| 2010  | Welcome to Sha Ma Town       | 決戰刹馬鎮     | Chun Niang            |                                                                               |
| 2011  | Love on Credit               | 幸福額度       | Xiao Hong & Xiao Qing |                                                                               |
| 2012  | Sweetheart Chocolate         |                |                       |                                                                               |
| 2012  | Accidental Hero              | 偶然英雄       |                       |                                                                               |
| 2013  | Say Yes!                     | 101次求婚      |                       |                                                                               |
| 2013  | Switch                       | 富春山居圖     |                       |                                                                               |
| 2018  | The Monkey King 3            | 西游记·女儿国  | Hebo                  |                                                                               |

## Ambassadrice

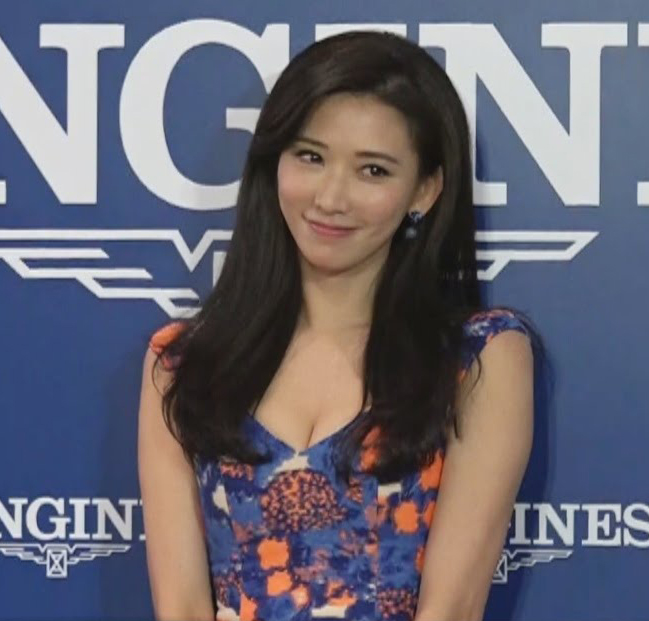
Longines, 2014

Elle est l'ambassadrice de beaucoup de marques et organisations dont:
Publicités
- Olay Bath 2003, 2004, 2005, 2006, 2007 & 2008 (Chine, Hong Kong, Taïwan)
- Uni-President Chicken Extact 2004 (Taïwan)
- Chrysler Automobile (Taïwan)
- Pantech G600 Cellular Phone 2004 (Taïwan)
- KIA Automobile "Euro Carens" 2004 (Taïwan)
- Xiduoduo Vegetable Fiber Congee 2004 & 2005 (Chine)
- Lucky Grass Jewelry 2004 & 2005 (Taïwan)
- Lee Cooper Jeans 2004, 2005 & 2006 (Taïwan)
- Olay Skincare 2004, 2005, 2006, 2007 & 2008 (Chine, Hong Kong, Taïwan)
- Visit Japan Campaign 2004, 2005 &2006 (Japon, Taïwan)
- Asenka Frozen Yogurt 2004, 2005 & 2006 (Taïwan)
- Joan Fashion Catalogue 2005 (Taïwan)
- Pantene Shampoo 2005, 2006 & 2007 (Chine, Hong Kong, Taïwan, Japon)
- ARTDECO Cosmetics 2006 (Taïwan)
- Longines (Asia) 2006, 2007 & 2008 (Asie)
- China Airline 2006, 2007 & 2008 (Monde)
- AEE Shoes 2006 & 2007 (Chine)
- Artdeco Makeup 2007 & 2008 (Chine, Taïwan)
- Sunvim Linen 2007 & 2008 (Chine)
- OSIM 2007 & 2008 (Chine, Hong Kong, Malaysie, Singapour, Taïwan)

Œuvres de charité
- Procter & Gamble Breast Cancer Prevention Association “6 Minutes for Life” 2004, 2005, 2006, 2007 & 2008 (Taïwan)
- World Vision AIDS Orphan Project 2006

## Distinctions
- "International Artist Credibility Award", 2e International Television Commercial Arts Festival en 2006
- "Hong Kong Style Icons", Hong Kong Trade Development Council en 2006
- "Top Ten China Beauty", 5e International Beauty Week en 2006
- "Best Fashion Icon au 2e Entertainment Award at Beijing en 2007
- "Most popular New Actress", Baidu Award en 2008
- "Best New Actress", Sina Award en 2008
- "Best Asia Star Award", Asia Model Festival awards at Korea en 2009
- "Most Influential Charity Icon", Charity Star Award en 2009